# Třída South Carolina
Třída South Carolina byla první postavená třída dreadnoughtů US Navy. Skládala se z jednotek USS South Carolina a USS Michigan. Lodě této třídy byly přechodem od predreadnoughtů se čtyřmi děly hlavní ráže k pokročilejší konstrukci. Projekční práce začaly dříve, než u britské lodi HMS Dreadnought, ta však byla rychleji dokončena a stala předobrazem nové generace válečných lodí, kterým dala i své jméno. V porovnání s Dreadnoughtem byly lodě třídy South Carolina o něco menší, pomalejší a hůře vyzbrojené. Konstrukčně ještě přímo vycházely z predreadnoughtů. Novinkou ale bylo použití hlavních dělových věží ve dvojicích za sebou, přičemž vnitřní pár byl vyvýšený oproti vnějšímu.

## Stavba

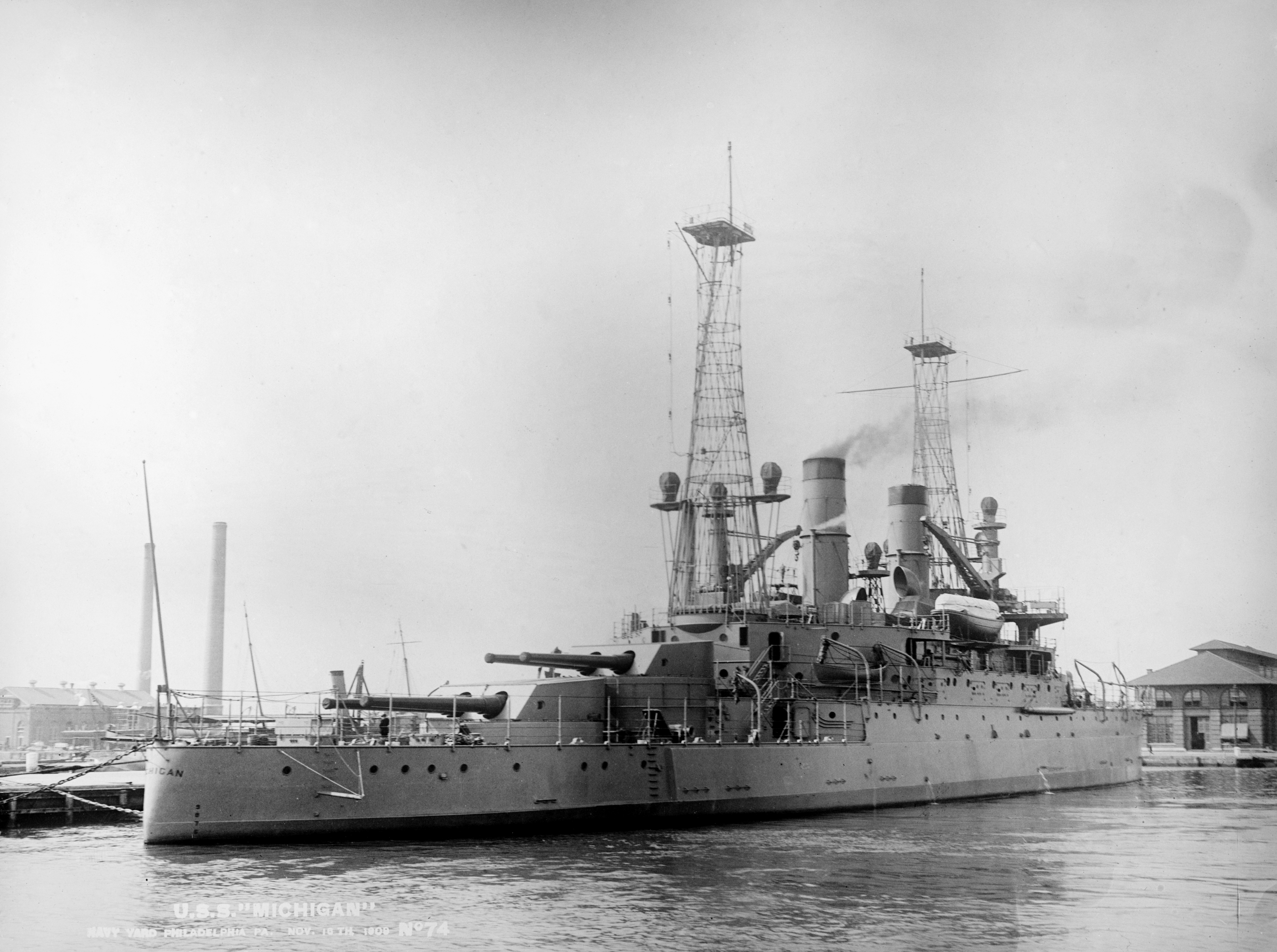
USS Michigan

South Carolina byla postavena v loděnicích William Cramp & Sons ve Filadelfii v Pensylvánii. Kýl lodi byl založen v prosinci 1906, trup byl spuštěn na vodu v červenci 1908 a do služby vstoupil v březnu 1910.
Michigan byl postaven v loděnicích New York Shipbuilding Company v Camdenu v New Jersey. Kýl lodi byl založen v prosinci 1906, trup byl spuštěn na vodu v květnu 1908 a loď vstoupila do služby v lednu 1910.

## Konstrukce
Výzbroj tvořilo osm 305mm kanónů ve dvoudělových věžích, umístěných v ose lodi po dvou na přídi a zádi lodi. Sekundární výzbroj se skládala z 22 kanónů ráže 76mm, určených k obraně proti torpédovým člunům. Další třídy amerických bitevních lodí už ale měly účinnější 127mm děla. Hlavňovou výzbroj doplňovaly čtyři 47mm kanóny a dva 37mm kanóny. Dále nesly dva torpédomety.
Typickou siluetu lodí charakterizovala dvojice vysokých komínů a mřížových stožárů. Takto řešené stožáry byly typické právě pro americké bitevní lodi tohoto období. Lodě poháněly parní stroje. Mohly dosáhnout rychlosti 18,8 uzlu, což ale bylo poměrně málo.

## Operační služba
South Carolina a Michigan byly nasazeny při americké okupaci přístavu Veracruz v roce 1914. V době první světové války byly v aktivní službě, ovšem spíše v druhé linii, při výcviku a doprovodu konvojů. Ke konci své služby sloužily zejména k výcviku. South Carolina byla vyřazena ze služby v prosinci 1921 a později sešrotována. Michigan byl vyřazen v roce 1922 a o dva roky později sešrotován. Vyřazení obou lodí bylo v souladu s Washingtonskou smlouvou.